# キティ台風
キティ台風（キティたいふう、昭和24年台風第10号、国際名：キティ）は、1949年に関東地方を襲った台風である。関東地方は、この2年前のカスリーン台風や前年のアイオン台風によって大きな被害が出たばかりであった。

## 概要

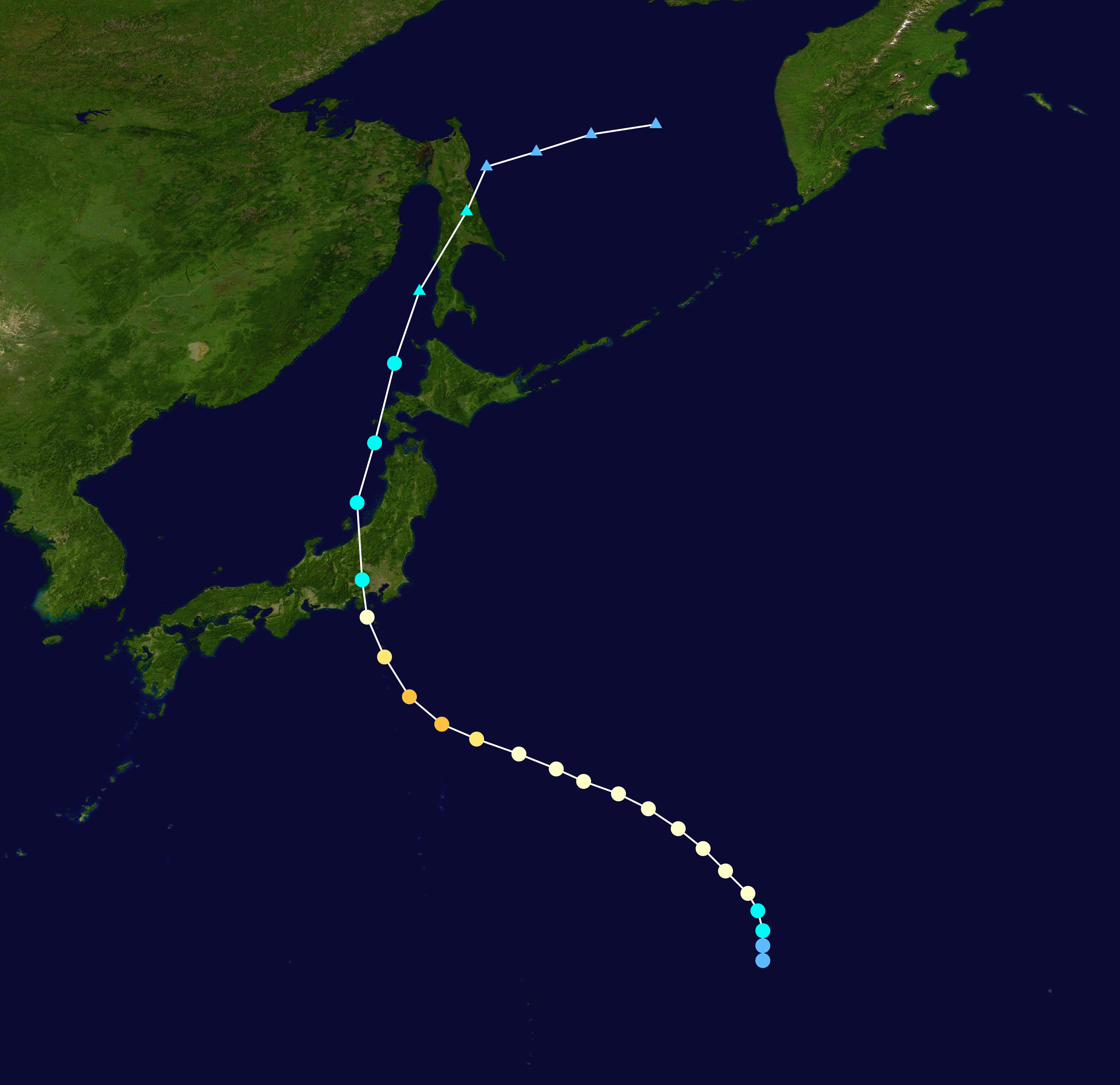
進路図

1949年8月28日、南鳥島近海で台風10号が発生し、国際名「キティ（Kitty）」となった。10号は勢力を強めながら北西寄りに進み、31日に最盛期を迎え、中心気圧956hPaの大型で強い台風となった。31日10時頃に、伊豆諸島八丈島を通過後、進路を北寄りに変えて、19時過ぎに神奈川県小田原市の西に上陸した。 10号はその後も北進し、東京都西部・埼玉県熊谷市を通り、9月1日0時頃に新潟県柏崎市付近から日本海に進んで、温帯低気圧に変わった。
東海・関東・北日本の日本海側等では、台風の影響により各地で20mを超す暴風が吹き、八丈島（東京都八丈町）で最大風速33.2m/s（最大瞬間風速47.2m/s）、横浜で35.2m/s（同44.3m/s）、東京でも最大瞬間風速30.2m/sを記録した。

## 被害
首都圏を暴風域に巻き込み関東北部や新潟県の山岳部で大雨となったことから、群馬県勢多郡東村（現みどり市）沢入では9月1日未明、大規模な土砂崩れが生じた。32名が生き埋めとなり、懸命の救出活動により2名が救出されたものの、29名が死亡した。信濃川や渡良瀬川の上流部では堤防が決壊・土浦城西櫓も被害を受け解体に追い込まれた。
また台風の通過が満潮時と重なったことから東京湾などで高潮となり、東京ではA.P.+3.15mを記録し江東区や江戸川区など、荒川流域に広がるゼロメートル地帯のほぼ全域が、大規模な浸水被害に遭った。横浜港では推算潮位より１m以上高くなって、浸水や船舶の被害が多数発生。停泊中の船舶90隻のうち26隻が沈没するなど開港以来の大災害となり、行徳塩田もこの台風による浸水で製塩業の廃業に追い込まれている。
1949年9月2日、昭和天皇、香淳皇后が被害の大きかった東京都、神奈川県、群馬県、千葉県に御救恤金を賜う。

### 主な被害データ
「消防白書」
- 死者135人[4]
- 行方不明者25人[4]
- 負傷者479人[4]
- 住家全壊3,733棟[4]
- 住宅半壊13,470棟[4]
- 床上浸水51,899棟[4]
- 床下浸水92,161棟[4]

なお、東京都建設局の資料では、床上浸水家屋73,751（戸）、床下浸水家屋64,127（戸）、死傷者122（人）としている。
- 耕地被害48,598ha
- 船舶被害2,907隻

## 台風を取り上げた文学作品
- 里見弴「キティ台風」『小説新潮』1949年11月
- 福田恆存著『キティ颱風』（創元社、1950年）